# My Baby Grand～期待那溫存～
《My Baby Grand～期待那溫存～》，是日本摇滚樂團ZARD的第23張單曲。1997年12月8日發行。

## 簡介
唱片封面利用了被稱為「NKベルネ」（一種帶有金屬光澤的銀色紙）製造，並印有單色的照片。除了此單曲之外，《嶄新之門～冬天的向日葵～》、《GOOD DAY》、《轉動命運之輪》也有使用。不過在2020年的再發版本則沒有使用。

## 收錄曲
1. My Baby Grand～期待那溫存～（My Baby Grand 〜ぬくもりが欲しくて〜）
作詞：坂井泉水
作曲：織田哲郎
編曲：池田大介
  - 自《敞開心扉》以來再度由池田大介擔任編曲。
  - 德永曉人、川島美香（日语：川島だりあ）、高原由妃擔任和聲，鈴木英俊擔任吉他部份。
  - 標題裏的「Baby Grand」，指的是坂井錄音時經常用作檢查音域的玩具小鋼琴[2][注 1]。
  - MV由坂井在英國倫敦街頭散步的片段剪輯而成。為了迎合單曲在12月發行，畫面添加了CG下雪效果。在坂井逝世後，MV被收錄到精選專輯《Soffio di vento 〜Best of IZUMI SAKAI Selection〜》的特典DVD中。
  - 自《好想感受你的存在》以來，再有ZARD作品被用作NTT DOCOMO傳呼機「パルフィーV」的廣告歌，不過廣告的編曲版本與單曲原版不一樣。
  - 不論MV、唱片封面以及這首歌曲本身，都是坂井自身最喜歡的作品。
2. Love is Gone （Love is Gone）
作詞：坂井泉水
作曲：綿貫正顕（日语：綿貫正顕）
編曲：池田大介
  - 綿貫正顕首次擔任ZARD的作曲。
  - 高音部份使用了合唱。
  - 被用作電視劇《失樂園 特別篇》的主題曲，但結尾部份歌詞與單曲不一樣。
  - 未被收錄到原創專輯，但被收錄到最佳專輯《ZARD Request Best 〜beautiful memory〜》，由葉山武編曲。
3. My Baby Grand～期待那溫存～（Original Karaoke）
作詞：坂井泉水
作曲：織田哲郎
編曲：池田大介
4. Love is Gone（Original Karaoke）
作詞：坂井泉水
作曲：綿貫正顕（日语：綿貫正顕）
編曲：池田大介